# Oosterenkstadion
Het Oosterenkstadion was een voetbalstadion van de Nederlandse voetbalclub PEC Zwolle en FC Zwolle. Het stadion was gelegen aan de Ceintuurbaan in Zwolle en bood plaats aan 6865 mensen. De naam is afgeleid van de voormalige akkerlanden die op deze plek lagen: Oosterenk. Het was ook enkele malen de thuisbasis van het vrouwelijke Nederlands elftal.

## Indeling van het stadion
Het stadion werd gebouwd in 1934 en grondig gerenoveerd in de jaren 1980. De hoofdtribune werd genoemd naar Johan Cruijff, omdat Cruijff zijn laatste officiële wedstrijd in 1984 tegen PEC Zwolle speelde.
De harde kern van FC Zwolle bevond zich op SVN (Supporters Vak Noord), aan de Noordkant van het stadion. Hiervoor was het fanatieke vak op vak-BD (D-Side), en hierna op JCA en vak-BF welke na promotie in 2002 een plek aan de andere kant van het stadion kregen. Aan de zuidkant van het stadion bevond zich het bezoekersvak, en de oostkant heette de Berkum-tribune, genoemd naar de wijk die zich achter deze tribune bevond. De stoelen waren blauw-wit gekleurd, naar de clubkleuren van FC Zwolle. De businessseats bevonden zich op de Johan Cruijfftribune.

### Statistieken van het Oosterenk
Historie gemeentelijk sportpark Zwolle
- 1934: Complex gemeentelijk sportpark gebouwd voor ƒ 25.555
- 1960 t/m 1970: PEC speelt op de Vrolijkheid, gekocht voor ƒ 416.338
- 20 september 1970: Hekwerken geplaatst rondom het stadion
- 1 oktober 1973: Nieuwe staanplaatsen Berkumtribune (totaal 2520 zitplaatsen), voor ƒ 300.000
- 3 maart 1974: Nieuw clubhuis en kantine gebouwd voor ƒ 80.000. Het stadion heeft nu een capaciteit van 12.000 plaatsen[bron?]
- 1 maart 1978: Lichtinstallatie van 900 LUX geplaatst, voor ƒ 600.000
- In augustus zijn de tribunes in de hoeken van de Berkum tribune gebouwd. Nu een capaciteit van in totaal 14.000 plaatsen
- 15 mei 1978: Grootste toeschouwersaantal ooit in het Oosterenkstadion, 15.000[bron?] tegen FC Vlaardingen (Kampioenswedstrijd)
- 10 december 1983: Tribunes achter beide doelen gebouwd, 3000 extra plaatsen
- 20 december 1985: Hoofdtribune brandt af
- 1987: Bouw Johan Cruijff tribune, 2400 zitplaatsen
- 1997: Stadion verbouwd, capaciteit van 6800 zitplaatsen
- 2007: Sloop Oosterenkstadion

## Nieuw stadion
In 2006 is het besluit genomen voor de bouw van een nieuwe stadion van FC Zwolle. Hier was veel protest tegen van zowel gemeenteraadsleden als burgers. Vooral tegen de komst van een gokhal in het stadion werd fel geprotesteerd. Op 2 november 2005 is hierover een referendum gehouden in Zwolle. Uiteindelijk stemde de meerderheid van de gemeenteraad toch in met de bouw van het nieuwe stadion. In 2009 werd het stadion opgeleverd.
Op 20 april 2007 werd er op feestelijke wijze afscheid genomen van de oude voetbaltempel met een uitverkochte thuiswedstrijd tegen De Graafschap. Op 21 april 2007 hadden de supporters van FC Zwolle de mogelijkheid om hun oude stoeltjes uit het stadion op te halen, waarna op 27 april de eerste sloophandeling een feit was

## Internationale wedstrijden
| Datum             | Wedstrijd               | Uitslag       | Doelpuntenmaker(s)                                                                                                 | Competitie           |
| ----------------- | ----------------------- | ------------- | --- | -------------------- |
| 26 maart 2003     | Nederland – Spanje      | 0 – 1 (0 – 0) | 72' Laura Del Río García                                                                                           | EK 2005 Kwalificatie |
| 7 september 2005  | Nederland – Italië      | 0 – 2 (0 – 0) | 50' Patrizia Panico, 78' Daniela Tavalazzi                                                                         | Vriendschappelijk    |
| 12 oktober 2005   | Nederland – Zwitserland | 6 – 0 (5 – 0) | 18' Gilanne Louwaars, 22', 27' Claudia van den Heiligenberg, 34' Nicole Delies, 38' Manon Melis, 77' Nicole Delies | Vriendschappelijk    |
| 27 november 2005  | Nederland – Engeland    | 0 – 1 (0 – 0) | 55' (pen.) Fara Williams                                                                                           | WK 2007 Kwalificatie |
| 12 april 2006     | Nederland – IJsland     | 2 – 1 (2 – 0) | 29' Claudia van den Heiligenberg, 41' Holmfridur Magnúsdóttir, 58' Claudia van den Heiligenberg                    | Vriendschappelijk    |
| 13 mei 2006       | Nederland – Frankrijk   | 0 – 2 (0 – 1) | 7', 63' Sandrine Soubeyrand                                                                                        | WK 2007 Kwalificatie |
| 20 september 2006 | Nederland – Oostenrijk  | 4 – 0 (0 – 0) | 58' Dionne Demarteau, 88' Nicole Delies, 90+1', 90+4' Sylvia Smit                                                  | WK 2007 Kwalificatie |
| 24 september 2006 | Nederland – Hongarije   | 4 – 0 (2 – 0) | 26', 36', 89' Karin Stevens, 90' Sylvia Smit                                                                       | WK 2007 Kwalificatie |

Abe Lenstra Stadion (sc Heerenveen) ·
De Adelaarshorst (Go Ahead Eagles) ·
AFAS Stadion (AZ) ·
Erve Asito (Heracles Almelo) ·
Euroborg (FC Groningen) ·
Stadion Feijenoord (Feyenoord) ·
Fortuna Sittard Stadion (Fortuna Sittard) ·
Stadion Galgenwaard (FC Utrecht) ·
De Goffert (N.E.C.) ·
De Grolsch Veste (FC Twente) ·
Johan Cruijff ArenA (Ajax) ·
Het Kasteel (Sparta Rotterdam) ·
Koning Willem II Stadion (Willem II) ·
MAC³PARK stadion (PEC Zwolle) ·
Mandemakers Stadion (RKC Waalwijk) ·
Philips Stadion (PSV) ·
Rat Verlegh Stadion (NAC Breda) ·
Yanmar Stadion (Almere City FC)
AFAS Trainingscomplex (Jong AZ) ·
Bingoal Stadion (ADO Den Haag) · 
Frans Heesen Stadion (TOP Oss) ·
GelreDome (Vitesse) ·
De Geusselt (MVV Maastricht) ·
GS Staalwerken Stadion (Helmond Sport) ·
De Herdgang (Jong PSV) ·
Jan Louwers Stadion (FC Eindhoven) ·
Covebo Stadion - De Koel - (VVV-Venlo) · 
Kooi Stadion (SC Cambuur)  · 
Kras Stadion (FC Volendam) ·
M-Scores Stadion (FC Dordrecht) ·
De Oude Meerdijk (FC Emmen) ·
Parkstad Limburg Stadion (Roda JC Kerkrade) ·
711 Stadion (Telstar) ·
De Toekomst (Jong Ajax) ·
Van Donge & De Roo Stadion (Excelsior)
De Vijverberg (De Graafschap) ·
De Vliert (FC Den Bosch) ·
Sportcomplex Zoudenbalch (Jong FC Utrecht) ·
AFAS Trainingscomplex (AZ Vrouwen) ·
Bingoal Stadion (ADO Den Haag Vrouwen) ·
Het Diekman (FC Twente Vrouwen) ·
Fortuna Sittard Stadion (Fortuna Sittard Vrouwen) ·
De Herdgang (PSV Vrouwen) ·
711 Stadion (Telstar Vrouwen) ·
Skoatterwâld (sc Heerenveen Vrouwen) ·
Sportpark Be Quick '28 (PEC Zwolle Vrouwen) ·
De Toekomst (Ajax Vrouwen) ·
Van Donge & De Roo Stadion (Excelsior Vrouwen) ·
Varkenoord (Feyenoord Vrouwen)
Zoudenbalch (FC Utrecht Vrouwen)
Alkmaarderhout (Alkmaar '54/AZ '67/AZ) ·
Amsterdamsestraatweg (Elinkwijk) ·
De Baandert (Sittardia/FSC/Fortuna Sittard) ·
Beatrixstraat (NAC) ·
De Berckt (SC Venlo'54/VVV) ·
Berg & Bos (AGOVV/AGOVV Apeldoorn) ·
Birkhoven (SC Amersfoort/HVC) ·
De Blauwe Kei (Baronie) ·
Bornsestraat (Heracles/SC Heracles '74) ·
De Boschpoort (MVV) ·
Botenlaan (Brabantia) ·
De Braak (Helmondia '55/Helmond Sport) ·
Brasserskade (DHC) ·
Breestraat (KFC/FC Zaanstreek) ·
Buiksloterbanne (De Volewijckers) ·
Cambuurstadion (SC Cambuur/Leeuwarden) ·
Damlaan (Hermes DVS) ·
Het Diekman (SC Enschede/FC Twente) ·
Duinhorst (Den Haag/Flamingo's '54) ·
Esserberg (Be Quick) ·
Fatimastraat (Baronie) ·
FC Twente-trainingscentrum (FC Twente Vrouwen) ·
Stadion Feijenoord (SVV) ·
Floreslaan (Fortuna Vlaardingen/FC Vlaardingen '74) ·
Frankelandsedijk (SVV) ·
Galgenwaard (DOS/Velox) ·
Gemeentelijk Sportpark Hilversum (SC 't Gooi/SC Gooiland/Hilversum) ·
Gemeentelijk Sportpark Tilburg (Willem II/NOAD) ·
Haarlemstadion (HFC Haarlem) ·
Harga (Hermes DVS/SVV) ·
Heekpark (SC Enschede/Enschedese Boys) ·
Heekstraat (Rigtersbleek) ·
Heerlenersteenweg (Juliana) ·
De Heikant (Achilles '29/Achilles '29 Vrouwen) ·
Het Heuveltje (Oldenzaal) ·
Hoornseveld (ZFC) ·
Houtrust (Holland Sport/SHS) ·
Houtsdonk (Helmond) ·
Industriestraat (NOAD) ·
Irislaan (VC Vlissingen/VCV Zeeland) ·
Jonkerbergstraat (Roda Sport) ·
Kaalheide (Rapid '54/Rapid JC/Roda JC/Roda JC Vrouwen) ·
Het Kasteel (Xerxes) ·
Kikkerpolder (UVS) ·
De Koeburg (Zeist) ·
Koning Willem II Stadion (Willem II Vrouwen) ·
Koningsweg (Velox) ·
De Koel (VVV-Venlo Vrouwen) ·
De Koog (FC Zaanstreek) ·
De Kraal (VVV/FC VVV) ·
Krommedijk (D.F.C./DS '79/SVV/Dordrecht '90) ·
J.H. Kruisstraat (Heerenveen/sc Heerenveen) ·
Laan van Vollering (DHC) ·
De Langeleegte (SC Veendam) ·
Leenderweg (De Valk) ·
Liesbosweg (Utrecht) ·
't Lood (AZ Vrouwen) ·
De Luiten (RBC) ·
Oosterenkstadion (Zwolsche Boys/PEC Zwolle) ·
Oosterpark (GVAV/Oosterparkers/FC Groningen) ·
Mauritsstadion (Fortuna '54/FSC) ·
De Meer (Ajax) ·
Mosveld (De Volewijckers) ·
Nieuw-Monnikenhuize (Vitesse) ·
Noordersportpark (EDO) ·
Olympia (RKC Waalwijk) ·
Olympisch Stadion (Blauw-Wit/Amsterdam/DWS/FC Amsterdam) ·
Olympisch Stadion (bijveld) (Blauw-Wit/DWS/FC Amsterdam) ·
De Planeet (SC Drente/Zwartemeer) ·
RBC-Stadion (RBC) ·
Reeweg (Emma) ·
Rolduckerstraat (Kerkrade/Roda Sport) ·
Rozenoord (DOSKO) ·
Sittardia-terrein (Sittardia) ·
Schoonenberg (Stormvogels/VSV/AZ Vrouwen/SC Telstar VVNH) ·
Spaarndammerdijk (DWS) ·
Straatweg (EBOH) ·
Aan de spoorbrug (LONGA) ·
Sportparklaan (RCH) ·
Stadspark (Velocitas) ·
Thomassen-terrein (Rheden) ·
Veemarktterrein (FC Utrecht) ·
Veldwijk (Twentse Profs/Tubantia) ·
Venweg (Limburgia) ·
De Vliert (BVV) ·
Volkspark (Enschedese Boys) ·
De Vrolijkheid (PEC Zwolle/Zwolsche Boys) ·
Wageningse Berg (Wageningen/FC Wageningen) ·
Walvisstraat (ONA) ·
Wassenaarseweg (UVS) ·
Westzanerdijk (ZFC) ·
De Wolfsdonken (Wilhelmina) ·
Xerxesweg (Xerxes) ·
Zuidendijk (EBOH) ·
Zuiderpark (ADO Den Haag)